# The KLF
The KLF (sigla di "Kopyright Liberation Front") è stato un gruppo musicale inglese, composto da Bill Drummond e Jimmy Cauty.
Vengono ricordati per essere stati, grazie a brani quali What Time Is Love?,  3 a.m. Eternal e Last Train To Trancentral, il gruppo house di maggior successo in Inghilterra durante i primi anni novanta. A loro è inoltre attribuita la coniazione dei termini "ambient house", "chillout", "trance" e "stadium house" che hanno spesso usato per definire la loro musica.

## Storia

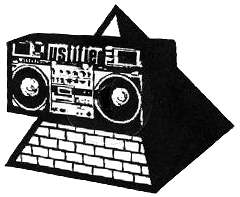
Logo della KLF Communications, l'etichetta fondata dal duo nel 1987

### 1987 - 1989: The Justified Ancients of Mu Mu, The Timelords e Disco 2000
Il gruppo, originalmente nominato The Justified Ancients of Mu Mu, (nome ispirato alla Trilogia degli Illuminati degli scrittori Robert Anton Wilson e Robert Shea), ma anche noto con la sigla "JAMs", viene fondato nel 1987 quando Bill Drummond, ex membro dei Big in Japan e fondatore dell'etichetta discografica Zoo Records, conosce Jimmy Cauty, precedentemente attivo nei Brilliant. Il loro album d'esordio 1987 (What the Fuck Is Going On?) è un album di musica elettronica ballabile composto in gran parte da campionamenti "rubati" a brani di altri musicisti, inclusi Beatles, Led Zeppelin e ABBA. A causa di un'azione legale da parte di questi ultimi, che hanno accusato il duo di aver violato il copyright della loro traccia Dancing Queen (in parte riprodotta nel brano The Queen and I), vengono ritirate dal mercato tutte le copie non vendute dell'album.
In seguito all'uscita di Who Killed The JAMs?, simile all'esordio ed uscito nel 1988, il gruppo cambia nome in The Timelords e pubblica nello stesso anno il singolo Doctorin' the Tardis, che ha goduto di un grande successo nel Regno Unito. Parallelamente, Cauty intraprende dal 1988 al 1990 una carriera musicale negli Orb. Nello stesso anno pubblicano il libro The Manual, attribuito ai Timelords, che descrive i metodi per raggiungere un primo posto in classifica senza soldi o esperienza professionale. Intanto, i due artisti avviano il side project Disco 2000, che vede partecipe la moglie di Cauty Cressida Bowier, e a cui sono attribuiti soltanto i tre singoli I Gotta CD (1987), One Love Nation (1988) e Uptight (1989): la cover di un brano di Stevie Wonder.

### 1990 - 1992:Chill Out,The White Roome lo scioglimento
Dopo aver cambiato nome in The KLF nel 1988, Cauty e Drummond pubblicano, durante l'anno seguente, Chill Out, un concept album ambientale su un "viaggio immaginario negli Stati Uniti". Questo momentaneo distacco dalla musica ballabile degli esordi prosegue con Space, attribuito all'omonimo gruppo (in realtà Cauty e Alex Paterson degli Orb). A cavallo fra il 1990 e il 1991, vengono pubblicati i singoli What Time is Love, 3 a.m. Eternal e Last Train To Trancentral. Questi tre brani, che costituiscono quella che Cauty ha definito la "Trilogia Stadium House", vengono pubblicati nel loro album di maggior successo commerciale The White Room del 1991, che ritorna alla dance degli esordi. I KLF tentano più tardi di realizzare un seguito "rock" dell'album intitolato The Black Room che però non è mai stato pubblicato. Nello stesso anno escono gli EP Justified and Ancient, che ha visto partecipe la celebre cantante Tammy Wynette e America: What Time Is Love?, con Glenn Hughes dei Deep Purple. Il duo partecipa, durante il mese di febbraio del 1992, ai BRIT Awards, dove propongono una versione heavy metal di 3 a.m. Eternal con gli Extreme Noise Terror. I KLF dichiarano lo scioglimento il 5 maggio dello stesso anno e cancellano il loro intero catalogo, promettendo che sarebbero tornati a incidere "solo quando sarebbe stata dichiarata la pace nel mondo".

### Dopo lo scioglimento
In seguito al loro ritiro dalle scene musicali, Cauty e Drummond si occuperanno di iniziative artistiche. Il loro happening più celebre, avvenuto Il 23 agosto del 1994 sull'isola di Jura (Scozia) e testimoniato nel filmato Watch the K Foundation Burn a Million Quid, consiste nell'incendio di un milione di sterline cartacee. Nel 1995, esce l'antologia beneficiaria Help contenente la loro The Magnificent: una breve traccia inedita pubblicata a nome The One World Orchestra. Il 17 settembre 1997, il duo si riunisce per una breve apparizione dal vivo al Barbican Center di Londra con il nome 2K, in cui hanno eseguito il brano Fuck the Millennium. Durante il mese seguente esce in edizione limitata Waiting for the Rights of Mu, contenente le colonne sonore di due filmati realizzati dal duo.

## Politica
I KLF si sono spesso cimentati in iniziative provocatorie fra cui la creazione di opere d'arte realizzate usando letteralmente il denaro e l'imbrattamento di cartelloni pubblicitari con messaggi sociopolitici. Queste espressioni sarebbero servite a criticare "l'individualismo capitalista" e a "decostruire il senso comune radicato nella società e deridere l'ipocrisia istituzionale".

## Stile musicale
Lungo la loro carriera, i KLF hanno prevalentemente spaziato dall'acid house fino a una musica di stampo ambientale. I loro album a nome Justified Ancients of Mu Mu, che seguono la scia della musica house, fanno un largo uso di "copia e incolla" di campionamenti ripresi da altri artisti e seguono lo spirito anarchico e irriverente della religione discordianista. Gli stessi album vengono inoltre riconosciuti per essere stati i primi a sfruttare contemporaneamente la tecnica dello scratch e un consistente numero di "sample" nel contesto della musica popolare. Con il giungere degli anni novanta, la formazione ha iniziato anche a pubblicare musica d'atmosfera ispirata al minimalismo di Brian Eno e alla new age. Ciò è confermato da Chill Out (1990), interamente costruito sui campionamenti e sui suoni di un sintetizzatore, nonché citato come il primo album della corrente britannica ambient house. Con The White Room (1991), il gruppo ritorna all'acid house degli esordi seguendo la scia della musica rave e del dance pop. In altre produzioni, il gruppo ha pubblicato brani sinfonici (It's Grim Up North, 1991 e Fuck the Millennium, 1997) country-rap (Justified & Ancient, 1991), drum & bass (The Magnificent, 1995) nonché "house con riff di heavymetal, rapping arrabbiato, cori femminili funky e soul e cori maschili da opera" (America: What Time Is Love?, 1991). Il sito di AllMusic li inserisce fra gli esponenti del new beat.

## Temi
I testi bizzarri della formazione, ispirati al situazionismo nonché alla religione parodistica del discordianesimo, sono dedicati al "culto di Mu", un'immaginaria credenza inventata dai Klf e ispirata alla saga fantascientifica della Trilogia degli Illuminati. Temi riguardanti il "culto di Mu" affiorano ad esempio nel loro album The White Room, ricco di riferimenti a rituali e bizzarre iconografie, e nel videoclip della loro The Rites of Mu (1991), in cui è inscenato un rituale grazie al quale "la caduta dell'umanità potrà essere evitata, riportando l'uomo nel giardino dove attende il resto del creato".

## Discografia parziale

### Album
- 1987 - 1987 (What the Fuck Is Going On?) (come The Justified Ancients of Mu Mu) (KLF Communications)
- 1988 - Who Killed The JAMs? (come The Justified Ancients of Mu Mu) (KLF Communications)
- 1990 - Chill Out (KLF Communications)
- 1991 - The White Room (KLF Communications)
- 1997 - Waiting for the Rights of Mu (Echo Beach) (edizione limitata)

### Singoli ed EP
- 1987 - All You Need is Love (come The Justified Ancients of Mu Mu) (KLF Communications)
- 1988 - What Time Is Love? (KLF Communications)
- 1988 - Doctorin' the Tardis (come The Timelords) (KLF Communications)
- 1989 - Kylie Said to Jason (KLF Communications)
- 1989 - 3 a.m. Eternal (Arista)
- 1990 - What Time Is Love? (Live at Trancentral) (KLF Communications)
- 1990 - Last Train to Trancentral (Live from the Lost Continent) (KLF Communications)
- 1991 - 3AM Eternal (Live at the SSL) (KLF Communications)
- 1991 - Justified & Ancient (KLF Communications)
- 1991 - America: What Time Is Love? (KLF Communications)
- 1991 - It's Grim Up North (KLF Communications)
- 1997 - Fuck the Millennium (come 2K) (Blast First)

### Antologie
- 1988 - Shag Times (come The Justified Ancients of Mu Mu/The Timelords/KLF) (KLF Communications)
- 1989 - The History of The JAMs a.k.a. The Timelords (come The Justified Ancients of Mu Mu/The Timelords/KLF) (KLF Communications)
- 1989 - The "What Time Is Love?" Story (come The KLF e ad artisti vari) (KLF Communications)

### Audiolibri
- 2003 - Das Handbuch (Der Schnelle Weg Zum Nr.1 Hit) (Deutsche Grammophon Literatur)

## Libri
- The Manual, Ellipsis Edition, 1988

## Videografia parziale
- 1989 - The White Room (KLF Communications)
- 1990 - Waiting (KLF Communications)
- 1991 - The Rites of Mu[33]
- 1991 - Stadium House (The Trilogy) (Picture Music International)
- 1995 - Watch the K Foundation Burn a Million Quid (Gimpo)